# Кронґоля
Кронґоля (пол. Krągola) — село в Польщі, у гміні Старе Място Конінського повіту Великопольського воєводства.
Населення — 389 осіб (2011).
У 1975-1998 роках село належало до Конінського воєводства.

## Демографія
Демографічна структура станом на 31 березня 2011 року:
|          | Загалом | Допрацездатний вік | Працездатний вік | Постпрацездатний вік |
| -------- | ------- | ------------------ | ---------------- | -------------------- |
| Чоловіки | 171     | 48                 | 112              | 11                   |
| Жінки    | 218     | 56                 | 116              | 46                   |
| Разом    | 389     | 104                | 228              | 57                   |